# إجهاد العين
وهن البصر (باللاتينية: Aesthenopia) أو كلال العين أو إجهاد العين هو بحسب طب العيون يتجلى من خلال أعراض غير محددة مثل التعب والإرهاق، والألم داخل أو حول العينين، وعدم وضوح الرؤية، والصداع، وأحيانا الرؤية المزدوجة.
الأعراض غالبا ما تحدث بعد القراءة، والعمل على الحاسوب، أو الأنشطة الأخرى التي تستلزم المهام البصرية.[بحاجة لمصدر]

## التشخيص
عند التركيز على مهمة مكثفة بصريا، مثل التركيز باستمرار على شاشة الحاسوب أو الكتاب، فإن العضلات الهدبية تضيق، يمكن أن يسبب هذا بعض التهيُّج والضيق للعينين. 
إعطاء العينين الفرصة للتركيز على كائن بعيد على الأقل مرة واحدة في الساعة عادة يخفف من هذه المشكلة.